# 岡山県道153号早島吉備線
岡山県道153号早島吉備線（おかやまけんどう153ごう はやしまきびせん）は、岡山県都窪郡早島町から岡山市北区に至る一般県道である。

## 概要
都窪郡早島町早島から岡山市北区撫川（なつかわ）に至る。

### 路線データ
- 起点：岡山県都窪郡早島町早島（無津交差点、国道2号交点、岡山県道185号早島停車場線終点）
- 終点：岡山県岡山市北区撫川（撫川橋交差点、岡山県道162号岡山倉敷線交点）
- 総延長：4.4 km

## 地理

### 通過する自治体
- 都窪郡早島町
- 岡山市（北区）

### 交差する道路
| 交差する道路                                     | 市町村名 | 市町村名 | 交差する場所     | 交差する場所        |
| ------------------------------------------------ | -------- | -------- | ---------------- | ------------------- |
| 国道2号 / 岡山バイパス 岡山県道185号早島停車場線 | 都窪郡   | 早島町   | 早島             | 無津交差点 / 起点   |
| 岡山県道73号箕島高松線                           | 岡山市   | 北区     | 大内田           | [ 注釈 1 ]          |
| 岡山県道162号岡山倉敷線                          | 岡山市   | 北区     | 撫川（なつかわ） | 撫川橋交差点 / 終点 |

### 交差する鉄道
- 山陽本線

### 沿線
- 岡山県立早島支援学校
- 国立病院機構南岡山医療センター
- 岡山勤労者総合福祉センター岡山テルサ
- コンベックス岡山
- 撫川城跡
- 人間裁判碑（朝日訴訟顕彰碑）